# Hausen (powiat Miltenberg)
Hausen – miejscowość i gmina w Niemczech, w kraju związkowym Bawaria, w rejencji Dolna Frankonia, w regionie Bayerischer Untermain, w powiecie Miltenberg, wchodzi w skład wspólnoty administracyjnej Kleinwallstadt. Leży w paśmie górskim Spessart, około 20 km na północ od Miltenberga.

## Demografia
| Rok  | Liczba mieszk. |
| ---- | -------------- |
| 1792 | 1385           |
| 1987 | 1682           |
| 2000 | 1965           |
| 2005 | 2007           |

## Oświata
(na 1999)

W gminie znajduje się 100 miejsc przedszkolnych (i 71 dzieci).